# Tin Pan Alley (1940)
Tin Pan Alley is een Amerikaanse muziekfilm uit 1940 onder regie van Walter Lang.

## Verhaal
De liedjesschrijvers Harry Calhoun en Skeets Harrigan komen amper aan de bak in New York. Door hun samenwerking met de zangeressen Katie en Lily Lane worden ze op slag succesvol. Harrigan schrijft een nummer voor Katie Blane, dat haar wereldberoemd maakt. Wanneer de gevierde zangeres Nora Bayes vraagt om het lied te mogen zingen, kan Harrigan dat onmogelijk weigeren. Die beslissing leidt tot een breuk met Katie en Lily, die samen naar Londen vertrekken.

## Rolverdeling
| Acteur                 | Personage       |
| ---------------------- | --------------- |
| Alice Faye             | Katie Blane     |
| Betty Grable           | Lily Blane      |
| Jack Oakie             | Harry Calhoun   |
| John Payne             | Skeets Harrigan |
| Allen Jenkins          | Casey           |
| Esther Ralston         | Nora Bayes      |
| The Nicholas Brothers  | Dansers         |
| Ben Carter             | Jongen          |
| John Loder             | Reggie Carstair |
| Elisha Cook jr.        | Joe Codd        |
| Fred Keating           | Harvey Raymond  |
| Billy Gilbert          | Sjeik           |
| Lillian Porter         | Telefoniste     |
| Princess Vanessa Ammon | Danseres        |
| The Brian Sisters      | Danseressen     |

## Prijzen en nominaties
| Jaar | Prijs  | Categorie              | Genomineerde(n) | Uitslag  |
| ---- | ------ | ---------------------- | --------------- | -------- |
| 1941 | Oscars | Beste originele muziek | Alfred Newman   | Gewonnen |